# Henryk II z Louvain
Henryk II – hrabia Louvain od 1054 do około 1071. Syn Lamberta II, hrabiego Louvain i Ody z Verdun. Do jego wujków ze strony matki należeli papież Stefan IX i książę Lotaryngii Godfryd II Brodaty. Pochodził z dynastii z Louvain.

## Rodzina
Henryk poślubił Adelę z Turyngii. Para miała kilku synów i córkę:
- Henryk III, hrabia Louvain[2] (zm. 1095). Ożenił się z Gertrudą Flandryjską (1080–1117), córką Roberta I Fryzyjskiego i Gertrudy saskiej. Prawdopodobnie urodziła ona księżną Adelajdę, żonę Szymona I Lotaryńskiego i hrabinę Gertrudę, żonę Lamberta, hrabiego Montaigu i Clermont.
- Godfrey VI Brodaty[2] (1060–1139). Ożenił się z Idą de Chiny i Namur, która urodziła co najmniej pięcioro dzieci, m.in. Godfryda VII z Louvain, książę Dolnej Lotaryngii. Później ożenił się z Clementią Burgundzką, która urodziła mu Joceline z Louvain.
- Albero I z Louvain, biskup Liège[2].
- Ida z Louvain, która poślubiła Baldwina II z Hainaut[2][3].

## W kulturze
W serii gier wideo Crusader Kings jednym z grywalnych władców jest Hendrik Lambrechtszoon Reginar, przedstawiony jako hrabia Brabancji.